# Lars-Göran Stenelo
Lars-Göran Stenelo, född den 20 september 1939, död den 17 mars 2013, var en svensk professor i statsvetenskap vid Lunds universitet. Han disputerade 1972 vid samma universitet.
Stenelo verkade som prefekt för statsvetenskapliga institutionen i Lund 1989-2005 och som dekanus för samhällsvetenskapliga fakulteten 1990-99. 1995-98 var han en av de experter som granskade de dåvarande högskolornas eventuella universitetsstatus. Han var även styreleseordförande för Studentlitteratur, och hade även styrelseuppdrag i Riksbankens jubileumsfond och Wahlgrenska stiftelsen.
1997 valdes han in i Vitterhetsakademien.